# نووکورماشوو
نووکورماشوو (انگلیسی: Novokurmashevo) یک شهرک در شهرستان کوشنارنکوفسکی جمهوری باشقیرستان در کشور روسیه است.